# Opukový lom u Přední Kopaniny
Přírodní památka Opukový lom u Přední Kopaniny je významnou geologickou lokalitou. Správu této přírodní památky (PP) provádí Magistrát hlavního města Prahy. Nachází se zde stratotyp bělohorského souvrství. Je zde odkrytý profil hranice cenomanu s turonem. Tzv. zlatá opuka z tohoto lomu je používaná už od středověku a kámen je v posledních sto letech užíván zejména při rekonstrukci pražských památek.

## Lokalita

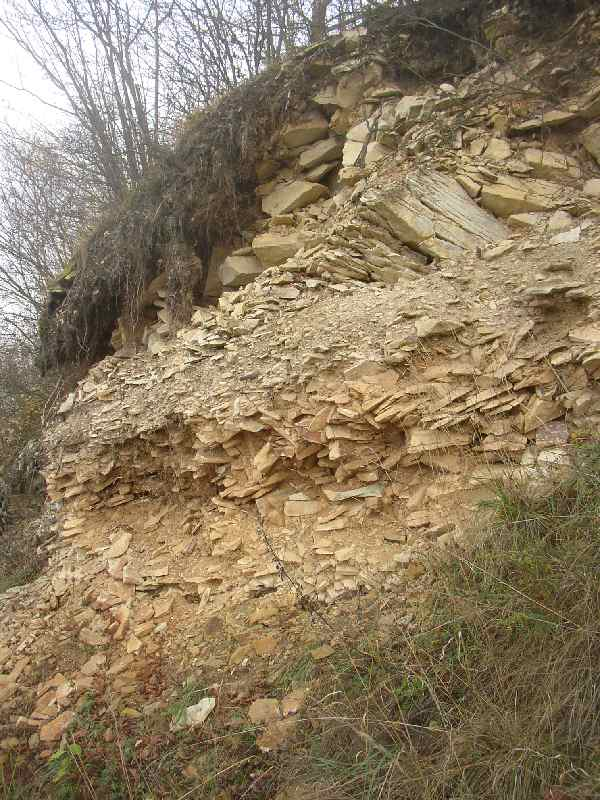
Opukový výchoz nad přístupovou cestou.

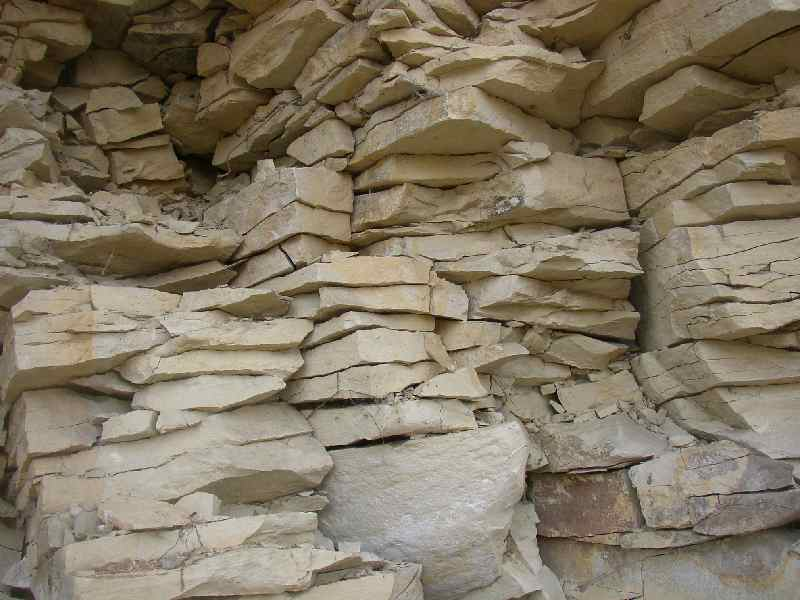
Detail opukového výchozu

Přírodní památka Opukový lom u Přední Kopaniny o rozloze 1,94 ha se nachází na samém severozápadním pomezí Prahy při jižním okraji místní části Přední Kopanina mezi dálnicí D7 (na Kladno a Slaný) a ulicí K Tuchoměřicům. Stěna lomu se nachází na jihovýchodě území památky. Přístup hlavní příjezdovou cestou od severu přes budovy správce lomu je uzavřen. Ke stěně lomu je možný přístup cestou z východní stany. Velká část přírodní památky mimo samotný těžební prostor zarůstá vegetací.

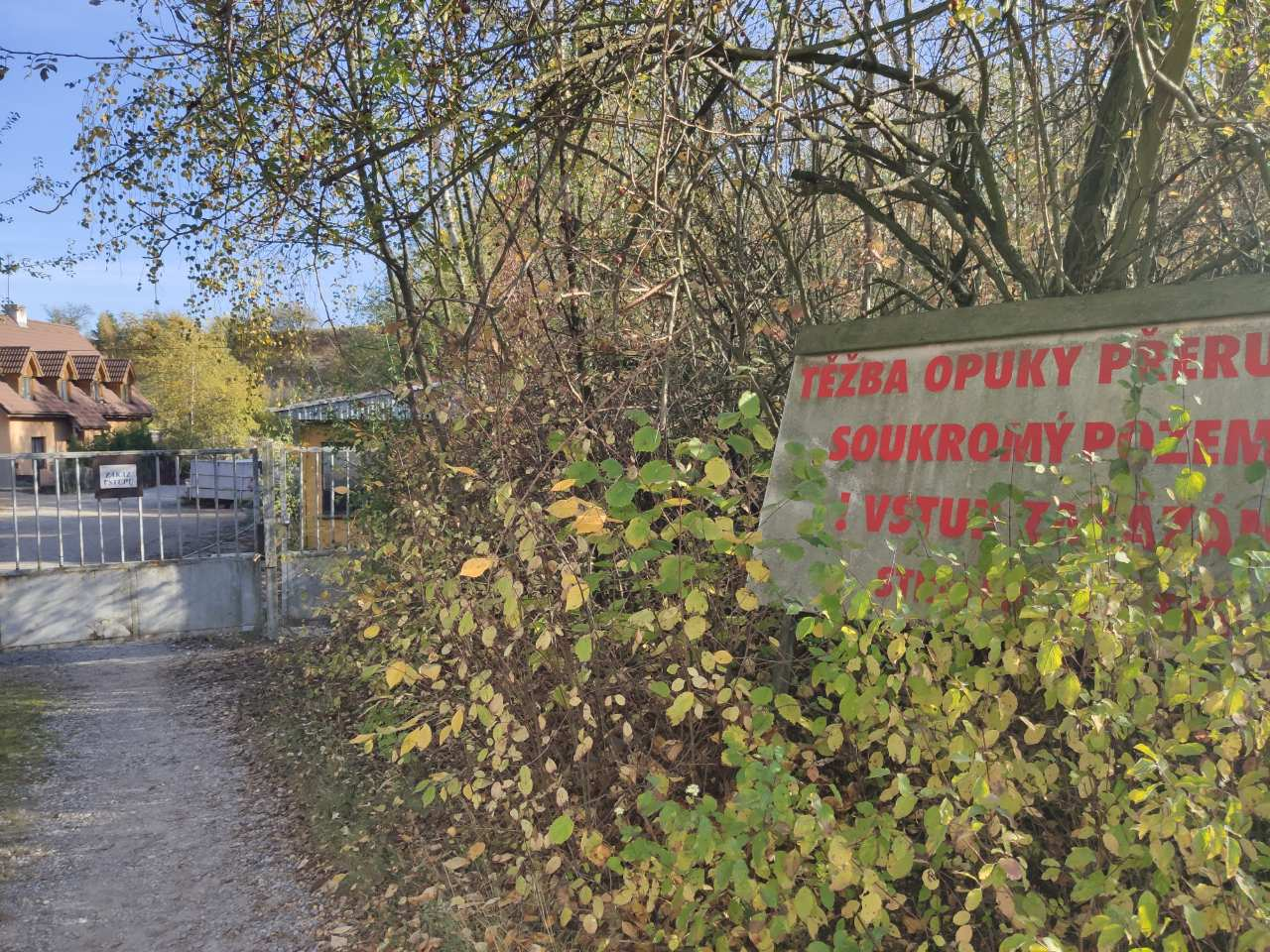
Hlavní příjezdová cesta k Opukovému lomu u Přední Kopaniny

## Historie

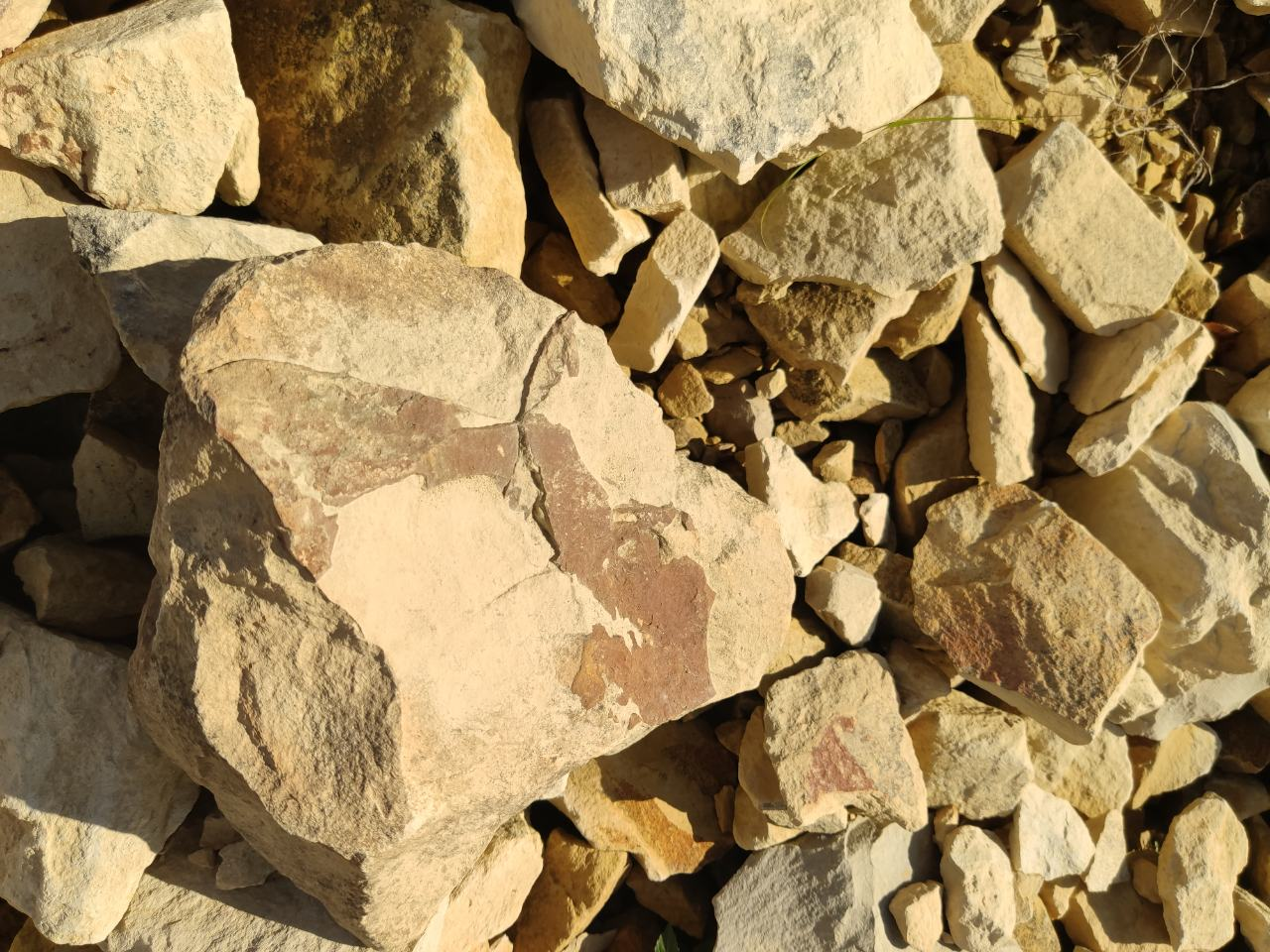
Zlatá opuka z Přední Kopaniny

Lom byl pro těžbu opuky užíván už od první poloviny 12. století, kdy z ní byla postavena zdejší rotunda svaté Maří Magdaleny, avšak první písemně doložené využití této opuky najdeme až ve druhé polovině 19. století, kdy byla použita pro výrobu oltářů pro kostel sv. Cyrila a Metoděje v Karlíně (1863). V letech 1868–1873 se používala při rekonstrukci chrámu sv. Víta, který byl postaven z bělohorské opuky, která v té době byla již vytěžená. Dále se kopaninská opuka používala k mnoha sochařským, architektonickým i stavebním dílům, zejména při obnově pražských památek. 

V červenci roku 1988 vyhlásil Národní výbor hl. m. Prahy tento lom za zvláště chráněné území. V roce 2006 bylo pozměněno vymezení území památky. 

Lomy se v obci původně nacházely dva a až v roce 1948 došlo k jejich spojení v jeden.
 Momentálně je těžba v lomu pozastavena. Doposud vytěžená opuka se nadále využívá při opravách pražských památkových budov, jelikož nahrazuje původní kámen, který byl na jejich stavbu využit.
Těžba zde se musela provádět ručně jen s minimální mechanizací, jelikož by odstřely a těžká technika poškodily trhlinami skalní bloky, které by pak nebyly použitelné pro sochařství. Nejžádanější je vrstva zlaté opuky.

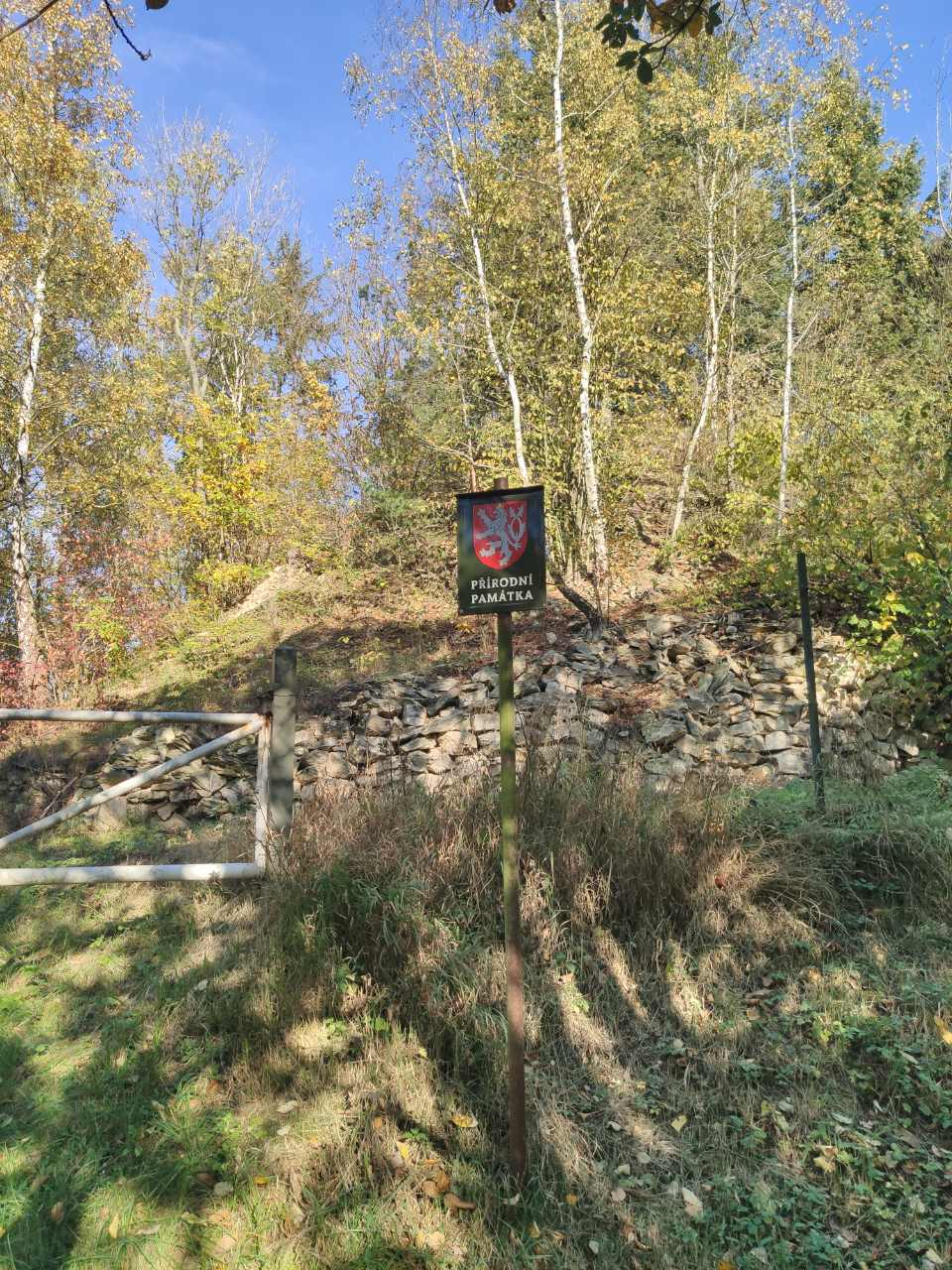
Pohled na hranici přírodní památky z jihozápadní strany

## Přírodní poměry

### Geologie
V lomu byly těženy křídové sedimenty. Jedná se o jemnozrnné, šedé až žlutavé opuky bělohorského souvrství (spodní turon), kterým se také říká zlatá opuka. Petrograficky se jedná o písčito vápnité prachovce až jílovité vápence. Velký podíl v nich mají i jehlice houbovců, takže se jedná o spongilit. Sedimentace probíhala v relativně klidném prostředí. To nastalo po prohloubení moře ve spodním turonu. Najdeme zde také pyritové konkrece někdy zvětrané na limonit. V lomu je odkrytý vrstevní sled o mocnosti přibližně dvanáct metrů, samotná zlatá opuka je přítomna ve vrstvě 80 až 120 centimetrů mocné a nachází se na bázi zpřístupněného sledu vrstev. Podloží opuk je tvořeno měkkými vápnitými slínovci a jílovci. Tato vrstva ukazuje na eustatický zdvih hladiny na hranici cenomanu a turonu. Nachází se zde uznávaný stratotyp bělohorského souvrství. 

### Paleontologie
Kopaninské opuky jsou chudé na makrofosílie. Najdeme zde úlomky schránek mlžů a dírkonošců (foraminifera). Řídce se zde vyskytují i mlži Inoceramus labiatus, Inoceramus hercynicus, Inoceramus cuvieri. Z hlavonožců jsou to amoniti Lewesiceras paramplum a Collignoceras woolgari. Také zde můžeme najít plže Leptomaria seriatogranulata a Turitella multistriata.

### Flóra a fauna
Původně činná část lomu je území bez botanického významu – naopak je nutno bránit zarůstání. Ale do okrajové části areálu zasahuje cenná enkláva skalní kostřavové stepi a fragmenty květnané stepi. Vhodné podmínky pro tyto stepi umožňuje opukové podloží s vysokým obsahem vápníku.
Z plazů zde byla pozorována ještěrka obecná (Lacerta agilis), z ptáků rehek zahradní (Phoenicurus phoenicurus). 

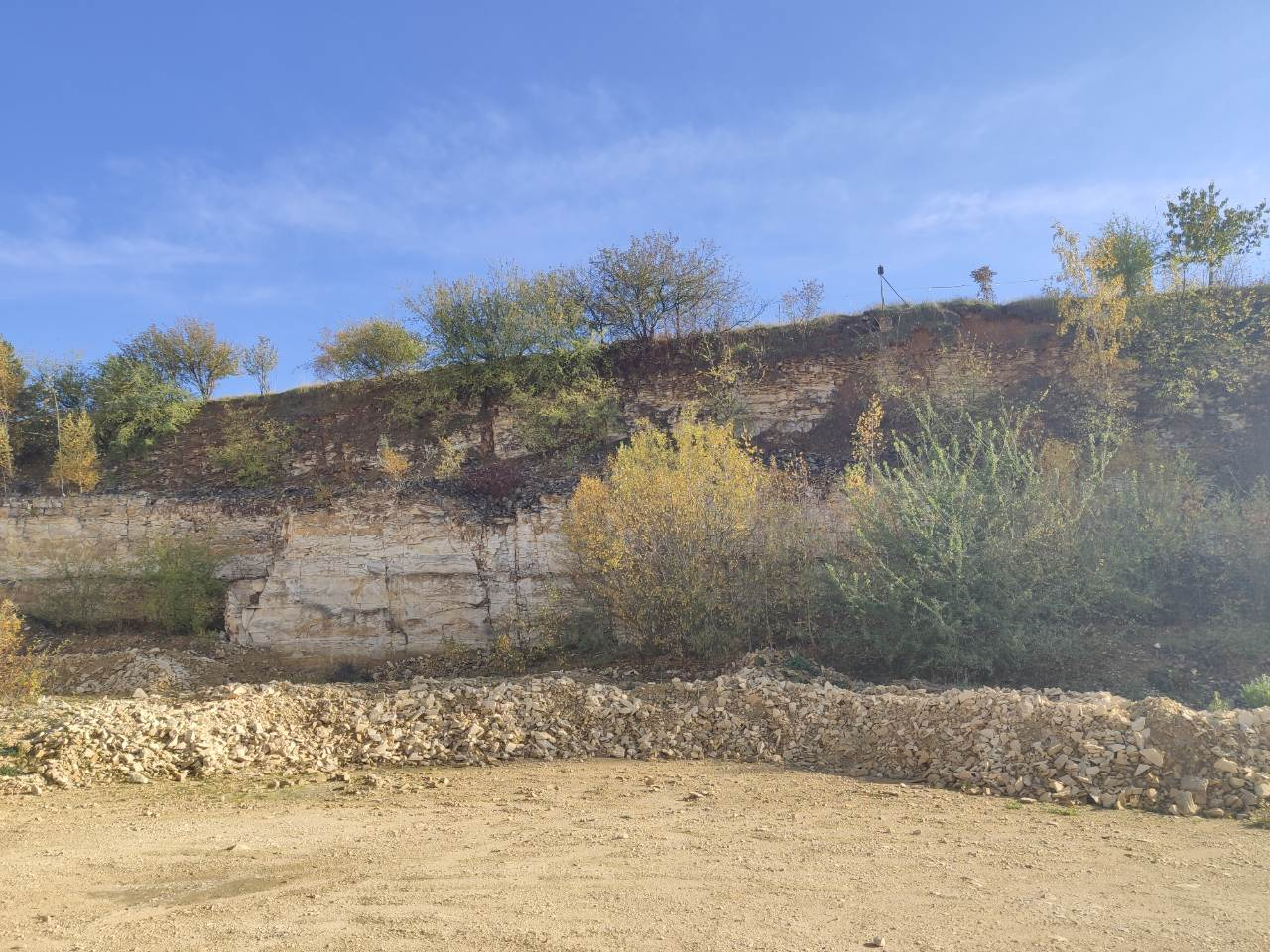
Zarůstání periferních částí lomu rostlinstvem

## Ochrana
Důvodem ochrany je zajistit nerušenou existenci geologických objektů a umožnit jejich další studium, zachovat poslední
zbytky přirozených společenstev (skalní step) a zajistit lomové stěny. Jedná se o uznaný stratotyp bělohorského souvrství (spodní turon), kde je dobře patrná hranice s korycanskými vrstvami. Ložisko a lom Přední Kopanina jsou významnou geologickou lokalitou.

Je nutné bránit zarůstání a další těžbě, dále udržovat přístupnost ke geologickému profilu. 